# Achurum
Achurum is een geslacht van rechtvleugeligen uit de familie veldsprinkhanen (Acrididae). De wetenschappelijke naam van dit geslacht is voor het eerst geldig gepubliceerd in 1861 door Saussure.

## Soorten
Het geslacht Achurum omvat de volgende soorten:
- Achurum carinatum Walker, 1870
- Achurum minimipenne Caudell, 1904
- Achurum sumichrasti Saussure, 1861